# Lycaena major
Lycaena major är en fjärilsart som beskrevs av Tutt 1906. Lycaena major ingår i släktet Lycaena och familjen juvelvingar. Inga underarter finns listade i Catalogue of Life.